# Cao Hổ
Cao Hổ (tiếng Hán: 高虎; tiếng Anh: Gao Hu, sinh ngày 24 tháng 4 năm 1974)  là một diễn viên Trung Quốc, anh được biết đến với vai diễn Hư Trúc trong Thiên Long Bát Bộ (2003) và Dương Chí trong Thủy Hử (2011).
Cao Hổ sinh ngày 24 tháng 4 năm 1974 tại Thanh Đảo, Sơn Đông, Trung Quốc, bố anh là một thợ làm đàn kiêm họa sĩ sơn dầu, mẹ anh là nhạc công. Anh được bố mẹ hướng theo nghệ thuật từ nhỏ, anh được mẹ dạy chơi nhị hồ và đàn Cổ Tranh.

## Sự nghiệp
Năm 1994, anh thi vào Học viện nghệ thuật Thanh Đảo nhưng không có ý định nhập học, anh nộp đơn vào Học viện Hý Kịch Trung Ương và thi đậu. Anh là bạn cùng lớp với Đào Hồng và Đoạn Dịch Hoành.
Năm 1996, khi còn là sinh viên, anh có vai diễn đầu tiên trong phim thần tượng "Ngày hè Bắc Kinh". Năm 1998, anh tốt nghiệp và đóng vai chính trong phim điện ảnh "Một câu chuyện tình" của Chu Hiểu Văn. Năm 2000, Cao Hổ có dịp giới thiệu bạn thân hồi Trung học là Hoàng Bột đóng vai chính trong phim "Lên xe, đi thôi".
Năm 2003, anh được nhận vai diễn Hư Trúc trong Thiên Long Bát Bộ của Trương Kỷ Trung và trở thành hiện tượng truyền hình. Được đánh giá là diễn viên có thực lực, anh liên tục xuất hiện trong các phim truyền hình như: Thần Điêu đại hiệp, Bích Huyết Kiếm, Tuyết Sơn Phi Hồ, Long Môn Phi Giáp, Thủy Hử... Cao Hổ từng được Trương Nghệ Mưu đánh giá cao về diễn xuất, và sau này anh được tham gia vào bộ phim điện ảnh Kim Lăng thập tam thoa của ông.

### Phong sát
Tháng 8 năm 2014, Cao Hổ và một số diễn viên bị bắt vì sử dụng ma túy, anh phải bồi thường khoản tiền lớn cho các nhãn hàng, đồng thời bị cấm tham gia trên mọi lĩnh vực biểu diễn.

## Tác phẩm

### Truyền hình
| Năm  | Tựa đề                                                       | Tựa gốc                               | Vai diễn                                       | Diễn viên chính                                                                                |
| ---- | ------------------------------------------------------------ | ------------------------------------- | ---------------------------------------------- | ---------------------------------------------------------------------------------------------- |
| 1996 | Mùa hè ở Bắc Kinh                                            | 北京夏天                              | Thiệu Tráng                                    | Tào Dĩnh, Huỳnh Hải Băng, Vương Đồng, La Uy                                                    |
| 1997 | Khang Hy vi hành 1                                           | 康熙微服私访记1-犁头记                | Ái Tân Giác La Giận Nhưng                      | Trương Quốc Lập, Đặng Tiệp                                                                     |
| 1999 | Khang Hy vi hành 3                                           | 康熙微服私访记3-铃铛记                | Ái Tân Giác La Giận Nhưng                      | Trương Quốc Lập, Đặng Tiệp                                                                     |
| 2000 | Vụ kiện bất thường                                           | 非常案件 (红舞之夜)                   | Tào Lỗi                                        | Quách Kim, Liễu Vân Long, Đào Hồng                                                             |
| 2000 | Lã Bất Vi truyền kỳ                                          | 吕不韦传奇                            | Doanh Dị Nhân / Doanh Tử Sở / Doanh Thành Giao | Trương Thiết Lâm, Trần Hảo, Ninh Tịnh                                                          |
| 2001 | Gia đình ở Đông Bắc (tập 25-26)                              | 东北一家人，25-26集: 保险没问题！     | Nhân viên bán bảo hiểm (cameo)                 |                                                                                                |
| 2001 | Tây Bộ tình thù                                              | 西部情仇录 (最爱)                     | Hà Trại                                        | Lưu Lâm, Quách Kha Vũ                                                                          |
| 2001 | Bố cục đen trắng                                             | 黑白布局 (黑谍)                       | Dư Tây Phàm                                    | Liêu Kinh Sinh, Thạch Lan                                                                      |
| 2001 | Đại cước Mã hoàng hậu                                        | 大脚马皇后                            | Hồ Đại Bằng                                    | Lữ Lệ Bình, Mã Luân, Đường Quốc Cường, Tưởng Hân                                               |
| 2002 | Đại anh hùng Trịnh Thành Công                                | 大英雄郑成功                          | Hoàng Diên                                     | Hà Gia Kính, Lâm Tĩnh, Lý Dĩnh, Lưu Dĩnh Đào                                                   |
| 2002 | Một Cuộc Đời Tôi                                             | 我这一辈子                            | Quan quân (cameo)                              |                                                                                                |
| 2002 | Mãi mãi yêu em                                               | 各就各位 (爱你到永远)                 | Vương Gia Vệ                                   | Hà Lâm, Khương Võ                                                                              |
| 2003 | Thiên Long Bát Bộ                                            | 天龙八部                              | Hư Trúc                                        | Hồ Quân, Lâm Chí Dĩnh, Lưu Đào, Trần Hảo, Lưu Diệc Phi, Tu Khánh, Kế Xuân Hoa                  |
| 2004 | Nơi thành thị không sao                                      | 城市的星空                            | Phùng Viễn                                     | Hình Gia Đống, Tùy Tuấn Ba, Ngô Việt                                                           |
| 2004 | Thiên tử đại Minh                                            | 大明天子                              | Chu Doãn Văn                                   | Thân Quân Nghị, Du Phi Hồng, Lưu Uy, Bào Quốc An                                               |
| 2004 | Vương triều đại Minh 1449                                    | 大明王朝惊变录 (大明王朝1449)         | Chu Kỳ Ngọc                                    | Nghiêm Khoan, Trương Sơn, Quy Á Lôi, Thân Quân Nghị, Ngụy Tông Vạn                             |
| 2005 | Tài trí Bao Thanh Thiên                                      | 凌云壮志包青天                        | Bạch Vân Phi                                   | Vương Học Binh, Phạm Băng Băng, Lý Tông Hàn, Trần Bảo Quốc, Nhiếp Viễn, Vương Cương            |
| 2005 | Thần Điêu Đại Hiệp                                           | 神鵰俠侶                              | Hoắc Đô                                        | Huỳnh Hiểu Minh, Lưu Diệc Phi, Dương Mịch, Trần Tử Hàm                                         |
| 2005 | Thụy liên thiên hạ từ mẫu tâm                                | 谁怜天下慈母心 (叛逆危机)             | Triệu Đại Phi (cameo)                          |                                                                                                |
| 2005 | Ông bố thời thượng                                           | 时髦老爹 (见钱眼开)                   | Uông Bác                                       |                                                                                                |
| 2006 | Đô thị dục vọng                                              | 都市欲望                              | (cameo)                                        |                                                                                                |
| 2006 | Bỏ trốn đến Shangri-La                                       | 逃亡香格里拉                          | Thành Nhất Triều                               | Vu Tiểu Vĩ, Hầu Thiên Lai, Châu Hiển Hân                                                       |
| 2007 | Bích Huyết Kiếm                                              | 碧血剑                                | Minh Tư Tông                                   | Đậu Trí Khổng, Huỳnh Thánh Y, Tôn Phi Phi, Tiêu Ân Tuấn                                        |
| 2007 | Lỗi tại tình yêu                                             | 成都，今夜请将我遗忘 (都是爱情惹的祸) | Trần Trọng                                     | Cao Hổ; Vương Đồng; Thư Nghiễn                                                                 |
| 2008 | Tuyết Sơn Phi Hồ                                             | 雪山飛狐                              | Bình A Tứ                                      | Nhiếp Viễn, Chu Ân, An Dĩ Hiên, Chung Hân Đồng, Huỳnh Thu Sanh, Phương Trung Tín, Đàm Diệu Văn |
| 2008 | Bạo Vũ Lê Hoa                                                | 暴雨梨花                              | Sumihisa Ikeda (cameo)                         | Chu Ân, Dương Cung Như, Trần Pháp Dung, Quan Tú Mi, Khấu Thế Huân, Ngô Khánh Triết             |
| 2008 | Cuộc đối đầu sinh tử                                         | 生死对峙                              | Lý Kiến Quân (cameo)                           | Châu Hải My, Lưu Tín Nghĩa, Lô Tinh Vũ, Chiêm Tiểu Nam                                         |
| 2009 | Bảo vật quốc gia - Cận Thiên Bảo Hạp                         | 国家宝藏之觐天宝匣 (天眼)             | Lão Thập (Kỳ Lão Tam)                          | Tu Khánh, Vương Thiên Nguyên, Hoàng Tuấn Bằng, Tôn Tùng                                        |
| 2009 | Anh hùng vinh diệu                                           | 英雄荣耀                              | Trần Thiên Thụy                                |                                                                                                |
| 2009 | Một anh hùng                                                 | 一个好汉两个帮 / 警察遇到兵           | Từ Xuân Lỗi                                    |                                                                                                |
| 2010 | 30 năm của tôi                                               | 我的三十年                            | Tiễn Quảng Vĩ                                  | Lý Tông Hàn, Hà Kiến Trạch, Nhạc Hồng                                                          |
| 2010 | Thủy Hử                                                      | 水浒传                                | Dương Chí                                      |                                                                                                |
| 2010 | Vương Hải Đào năm nay 41 tuổi                                | 王海涛今年四十一                      | Lý Hiếu                                        |                                                                                                |
| 2010 | Đại thời đại / Thời đại mới (VTV1)                           | 大时代                                | Phùng Kiệt                                     | Đoạn Dịch Hoành, Tưởng Cần Cần, Tiết Giai Ngưng, Tôn Hải Anh, Trương Mông                      |
| 2011 | Song long đại đường                                          | 大唐双龙传                            | Hoàng đế Dương Quảng                           | Chu Ân, Ngô Khánh Triết, Phương Lực Thân, Trần Quốc Khôn                                       |
| 2011 | Sóng gió Thập Lý Dương Trường                                | 风云之十里洋场                        | Thập tam gia Chu Hồng Sinh                     | Hình Giai Đống, Hoa Ngạn Quân, Hàn Viên Viên                                                   |
| 2011 | Dân binh Cát Nhị Đản                                         | 民兵葛二蛋                            | Mạch tử                                        | Hoàng Bột, Đào Hồng                                                                            |
| 2011 | Bao nhiêu tình yêu có thể lặp lại trong quá khứ của Tứ Xuyên | 四川往事之有多少爱可以重来            | Mạnh Thiên Vận                                 |                                                                                                |
| 2014 | Mười năm yeu em                                              | 相爱十年                              | Lưu Nguyên                                     | Đặng Siêu, Đổng Khiết, Lý Hồng Đào                                                             |
| 2014 | Sắc hồng                                                     | 紅色                                  | (cameo)                                        | Bị cắt cảnh (phong sát)                                                                        |

### Điện ảnh
| Năm  | Tựa đề                      | Tựa gốc        | Bạn diễn                                                       | Ghi chú        |
| ---- | --------------------------- | -------------- | -------------------------------------------------------------- | -------------- |
| 1998 | Chuyện về tình xưa          | 关于爱的故事   | Triệu Bình                                                     | Mã Đại Lực     |
| 1999 | Đường dài đến tình yêu      | 情路悠长       |                                                                | A Quý          |
| 1999 | Thiên đường đô thị          | 都市天堂       |                                                                | Đạt Sinh       |
| 2000 | Lên xe, đi thôi             | 上车，走吧     | Hoàng Bột                                                      | Lưu Thừa Cường |
| 2009 | Yêu Ở Kiếp Sau              | 爱有来生       | Du Phi Hồng, Đoạn Dịch Hoành                                   | A Cửu (lớn)    |
| 2009 | Vùng đất thiên đường        | 天堂凹         | Nhan Đan Thần, Diêu Thần, Ngô Quân                             |                |
| 2009 | Đấu Ngưu                    | 鬥牛           | Hoàng Bột, Diêm Ni                                             | Người lính     |
| 2011 | Kim Lăng thập tam thoa      | 金陵十三钗     |                                                                |                |
| 2012 | Đại Thượng Hải              | 大上海         | Huỳnh Hiểu Minh, Châu Nhuận Phát, Hồng Kim Bảo, Ngô Trấn Vũ    | Lâm Hoài Bộ    |
| 2012 | 11 ngày băng tuyết          | 冰雪11天       | Phùng Viễn Chinh, Huỳnh Dịch, Lưu Hoa                          |                |
| 2012 | Viên đạn mất tích           | 消失的子弹     | Tạ Đình Phong, Lưu Thanh Vân, Dương Mịch, Giang Nhất Yến       | Cảnh sát viên  |
| 2013 | Bạch Hồ                     | 白狐           | Chung Hân Đồng,Trương Trí Lâm,Huệ Anh Hồng                     | Hải Bức Vương  |
| 2014 | Thần bài Macau 3            | 澳门风云       | Tạ Đình Phong, Châu Nhuận Phát, Trương Gia Huy, Trương Học Hữu | Cao Tiên Sinh  |
| 2014 | Ai nói ta không yêu         | 誰說我們不會愛 | Đỗ Thuần, Lưu Dĩnh (Dĩnh Nhi)                                  |                |
| 2014 | Death trip (Lạc ở Băng Cốc) | 还魂之迷失曼谷 |                                                                |                |
| 2015 | Mặt trời thiêu đốt trái tim | 烈日灼心       | Đặng Siêu, Đoạn Dịch Hoành, Lữ Tụng Hiền                       | Trần Tỉ Giác   |

## Đời tư
Cao Hổ và Hoàng Bột từng tham gia "Giải Karaoke Cúp Long Thành dành cho học sinh Trung Học" của Đài Truyền hình Thanh Đảo và trở thành bạn thân từ đấy.
Đầu thập niên 2000, Cao Hổ luôn tuyên bố mình vẫn độc thân; nhưng khi Hoàng Bột có con gái và vô tình tiết lộ muốn làm sui gia với Cao Hổ. Vào năm 2019, chồng của Mã Y Lợi đã nhắc đến việc cô đã có con riêng, điều này làm dậy lên tin đồn về việc Cao Hổ và Mã Y Lợi có con riêng.
Năm 2003, trong quá trình quay phim "Lỗi tại tình yêu" (情错), anh đã lái xe đâm chết một thành viên của đoàn làm phim; Cao Hổ bị tuyên án 1 năm nhưng được hoãn thi hành án một năm và phải bồi thường gia đình nạn nhân 300.000 Nhân dân tệ.
Năm 2012, anh sửa chữa lại biệt thự, một công nhân do bị điện giật đã chết khi đang thi công; dù là tai nạn ngoài ý muốn và Cao Hổ không bị truy cứu trách nhiệm. Nhưng anh vẫn tự nguyện bồi thường 350.000 NDT và nhận trách nhiệm nuôi con trai người quá cố.
Sau khi bị bắt vì sử dụng ma túy, anh bị bạn gái là Á hậu Triệu Nhã Kỷ bỏ rơi, anh được thả sau hơn 18 ngày ngồi tù.
Trở về quê hương Thanh Đảo với cuộc sống bình thường và không còn được biểu diễn, Cao Hổ chuyển sang kinh doanh bất động sản và làm nông nghiệp. Năm 2020, anh công bố ảnh hạnh phúc bên bạn gái mới.